# Carlota Olcina
Carlota Olcina, all'anagrafe Carlota Olcina Luarna (Sabadell, 21 giugno 1983), è un'attrice, ballerina e modella spagnola, nota per aver interpretato il ruolo di Teresa García Guerrero nella serie Amare per sempre (Amar en tiempos revueltos) e per quello di Petra Fuentes Martínez nella soap Sei sorelle (Seis hermanas).

## Biografia

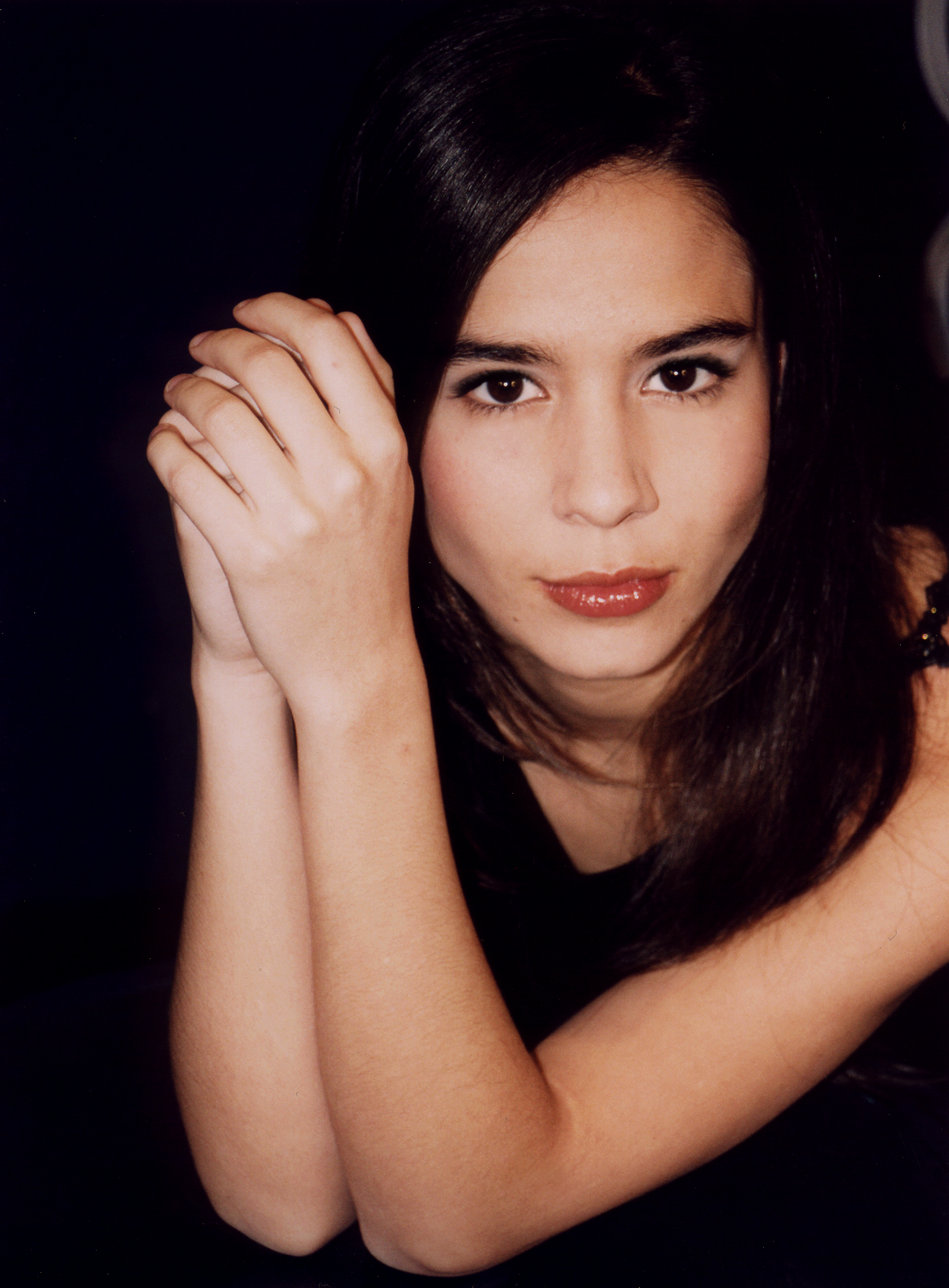
Carlota Olcina nel 2004.

Carlota Olcina è nata il 21 giugno 1983, in provincia di Barcellona (Spagna), fin da piccola ha mostrato un'inclinazione per la recitazione.

## Carriera
Carlota Olcina ha studiato teatro, musica e danza alla scuola Memory di Barcellona. Nel 1998 ha fatto la sua prima incursione nel teatro professionale con lo spettacolo Bernadeta Xoc di Marga Puyo. Le sue prime apparizioni televisive sono state nelle serie Laura e Laberint d'ombres, entrambe andate in onda su TV3. Nel 2000 ha ottenuto il suo primo personaggio regolare nella serie El cor de la ciutat della televisione regionale catalana, dove ha interpretato Núria Vidal fino al 2005.
Durante la sua partecipazione a El cor, ha preso parte a diverse produzioni teatrali. Nel 2000 ha partecipato allo spettacolo Terra Baixa di Àngel Guimerà, per la regia di Ferran Madico al Teatro Nazionale della Catalogna. Nel 2002 sotto la direzione di Sergi Belbel, è entrata a far parte del cast di Sábado, domingo, lunes di Eduardo De Filippo. Nel 2006 ha interpretato il personaggio di Catherine in Panorama desde el puente di Arthur Miller e diretto da Rafel Duran. Nello stesso anno ha partecipato a El Agresor di Thomas Jonigk e diretto da Carme Portaceli al Centro Culturale Nave Ivanow di Barcellona. Nel 2007 e nel 2008 ha recitato nello spettacolo Carta de una desconocida di Stefan Zweig e diretto da Emma Vilarasau, Ivana Miño e Marta Marco.
Nel 2008 dopo aver partecipato ad alcuni cortometraggi e film, come Salvador e El Legado, ha recitato nella miniserie Artemisia Sánchez. Sempre nel 2008 è tornata a partecipare a una delle serie televisive più longeve, in questo caso nazionale, Amare per sempre (Amar en tiempos revueltos), in cui ha ricoperto il ruolo di Teresa García Guerrero fino al 2012. Nel 2011 ha recitato in Giulietta e Romeo di William Shakespeare al Teatro Coliseum di Barcellona e al Teatro Español di Madrid insieme a Marcel Borràs. Nel 2012 ha partecipato allo spettacolo Nuestra Clase di Tadeusz Slobodzianek al Teatro Fernán Gómez di Madrid. Nello stesso anno ha recitato in Oleanna al Teatro Borrás di Barcellona sotto la direzione di David Selvas.
Una volta terminata la sua partecipazione nella serie Amare per sempre (Amar en tiempos revueltos), ha presentato in anteprima il film El cuerpo, insieme agli attori Belén Rueda e Hugo Silva. Nel 2013 ha recitato nella serie Gran reserva. El origen, insieme ad attori come Pau Roca e Marta Torné. Ha avuto un ruolo secondario per due episodi della serie televisiva spagnola Los misterios de Laura, dove ha interpretato il ruolo di Alejandra. Nel 2014 ha presentato in anteprima le opere Mata'm di Manel Dueso, presso la Sala Villarroel di Barcellona e Pulmons di Ducan McMillan, presso la Sala Beckett e al teatro Lliure, entrambi a Barcellona.
Nel 2015 ha interpretato il ruolo di Petra Fuentes Martínez nella soap opera Sei sorelle (Seis hermanas), in cui ha partecipato come personaggio ricorrente in più di 140 episodi. Nel 2016 è entrata a far parte della seconda stagione della serie di TV3 Nit i dia, interpretando il ruolo di Clara, una giovane avvocatessa. Nel 2017 ha ricoperto il ruolo di Silvana nella serie Merlí.

## Filmografia

### Cinema
- Mi dulce, regia di Jesús Mora Gama (2001)
- Salvador, regia di Manuel Huerga (2006)
- El Cuerpo, regia di Oriol Paulo (2012)

### Televisione
- Laura – serie TV, 1 episodio (1998)
- Laberint d'ombres – serie TV, 1 episodio (1998)
- Valèria – film TV (1998)
- El comisario – serie TV, 2 episodi (2002)
- Artemisia Sánchez – serie TV, 4 episodi (2007-2008)
- El cor de la ciutat – serie TV, 1906 episodi (2008-2009)
- Amare per sempre (Amar en tiempos revueltos) – serie TV, 526 episodi (2008-2012)
- Gran Reserva. El origen – serie TV, 82 episodi (2013)
- Los misterios de Laura – serie TV, 2 episodi (2014)
- Sei sorelle (Seis hermanas) – serie TV, 147 episodi (2015)
- Nit i Dia – serie TV, 10 episodi (2016)
- Merlí – serie TV, 10 episodi (2017-2018)
- Com si fos ahir – serie TV (dal 2021)

### Cortometraggi
- El legado, regia di Jesús Monllaó (2004)
- Olalla, the shortfilm, regia di Menna Fité (2006)
- Vírgenes, regia di Asier Aizpuru (2014)
- La dignitat, regia di David Gonzàlez (2018)

## Teatro
- Bernardeta Xoc, diretto da Marga Puyo (1999)
- Terra Baixa di Àngel Guimerà, diretto da Ferrán Madico (2000)
- Dissabte, diumenge, dilluns di Eduardo De Filippo, diretto da Sergi Belbel (2002)
- Almenys no és Nadal di Carles Alberola, diretto da Tamzin Townsend (2003)
- Panorama des del pont di Arthur Miller, diretto da Rafel Duran (2006)
- L'agressor di Thomas Jonigk, diretto da Carme Portaceli (2006)
- Fairy, scritto e diretto da Carme Portaceli (2007)
- Carta d'una desconeguda di Stefan Zweig, diretto da Fernando Bernués. (2007-2008)
- Què va pasar quan Nora va deixar el seu marit o Els pilars de les societats di Elfriede Jelinek, diretto da Carme Portaceli (2008)
- Romeo e Giulietta di William Shakespeare, diretto da Marc Martínez (2011)
- Nuestra Clase di Tadeusz Slobodzianek, diretto da Carme Portaceli (2012)
- Oleanna di David Mamet, diretto da David Selvas (2012)
- Mata'm, scritto e diretto da Manel Dueso (2014)
- Pulmons di Ducan McMillan, diretto da Marilia Samper (2014-2015)
- Dansa d'Agost de Brian Friel, diretto da Ferran Utzet (2016)
- Incendios de Wajdi Mouawad, diretto da Mario Gas (2016-2017)
- L'habitació del costat di Sarah Ruht, diretto da Julio Manrique (2018)
- Classe di Iseult Golden e David Horan, diretto da Pau Carrió (2021)

## Doppiatrici italiane
Nelle versioni in italiano dei suoi film e delle sue serie TV, Carlota Olcina è stata doppiata da:
- Perla Liberatori[22] in Sei sorelle[23]
- Jessica Bologna in Amare per sempre

## Riconoscimenti
- Premio televisivo Lesgaimad
  - 2010: Vincitrice insieme a Marina San José per la serie Amare per sempre (Amar en tiempos revueltos)[24]